# Benalmádena
Benalmádena – miasto i gmina w południowej Hiszpanii, we wspólnocie autonomicznej Andaluzji, prowincji Malaga i comarce Costa del Sol Occidental. Wchodzi w skład aglomeracji Malagi (Área Urbana de Málaga), obszaru metropolitalnego Malagi (Área metropolitana de Málaga) i powiatu sądowego Torremolinos (Partido judicial de Torremolinos).
Zajmuje powierzchnię 26,87 km² i liczy 75 801 mieszkańców (2023), co sprawia, że jest 23. pod względem liczby ludności miastem Andaluzji i trzecim pod względem wielkości ośrodkiem metropolii Malagi. Od wielu lat jest jedną z najbogatszych gmin tej wielkości w Hiszpanii, z rocznym budżetem wydatków przekraczającym 114 mln euro.
Zlokalizowana, między południowymi zboczami Sierra de Mijas (jednego z pasm górskich Sierra Nevady) i wybrzeżem Morza Śródziemnego, w środkowej części Costa del Sol, pomiędzy Torremolinos i Fuengirolą (tworzy z nimi swoiste „trójmiasto”, liczące ponad 230 000 mieszkańców), 22 km na południowy zachód od centrum Malagi. Jeden z największych i najpopularniejszych kurortów oraz przystani jachtowych w Hiszpanii.

## Rys historyczny
Zamieszkana już w czasach prehistorycznych, intensywnego rozwoju doświadczyła w okresie dominacji muzułmańskiej. Został on jednak znacznie zahamowany po wejściu do Królestwa Kastylii w 1485 r., a także z powodu różnych klęsk żywiołowych i grabieży piratów. W XVIII i XIX wieku reaktywowano lokalną gospodarkę, dzięki czemu miasto stało się ośrodkiem przemysłu papierniczego i uprawy winorośli. Największy wyż demograficzny w historii oraz swój obecny wygląd architektoniczny Benalmádena zawdzięcza gwałtownemu rozwojowi turystyki, mającemu miejsce od połowy lat 60. XX wieku do końca pierwszej dekady XXI wieku.

## Podział administracyjny
Miasto składa się z trzech części:
Benalmádena Pueblo – najstarsza część miasta, dzielnica o typowej architekturze andaluzyjskiej (tzw. „białe domy”), znajdująca się około 3 km w głąb lądu (na południowych zboczach Sierra de Mijas), na wysokości 200 m n.p.m. Najnowsze budynki wybudowane są już jednak w nowoczesnym stylu. Największe atrakcje turystyczne:
- Odrestaurowane stare miasto (pueblo) z wąskimi uliczkami i dwoma placami (Plaza de España i Plaza Andalucia). Na pierwszym z nich znajduje się fontanna z brązu La Niña, która jest symbolem Benalmádeny Pueblo;
- Stupa Oświecenia (Stupa Benalmádena, Estupa Tibetana, Estupa de la Iluminación) – buddyjska stupa (budowla sakralna) o wysokości 108 stóp (33 metry), zlokalizowana na zboczu gór Sierra de Mijas, największy tego typu obiekt w Europie i całej zachodniej cywilizacji, oddana do użytku 5 października 2003. W jej skład wchodzą: sala medytacji (jej ściany zdobią opowieści o życiu Buddy Siakjamuni) i piwnica, w której odbywają regularne wystawy na temat buddyzmu tybetańskiego i kultury Himalajów;
- Mariposario Benalmádena – obiekt z wystawą motyli, roślin i egzotycznych zwierząt;
- Zamek Colomares (Castillo de Colomares) – stanowiący własność prywatną, ale udostępniony do odpłatnego zwiedzania zamek-pomnik, wzniesiony w latach 1987–1994 przez dra Estebana Martína y Martína na cześć Krzysztofa Kolumba i odkrycia przez niego Ameryki (ze względu na powierzchnię 1500 m² jest to największy pomnik Kolumba na świecie) oraz katolickich monarchów Hiszpanii. Stanowi połączenie różnych stylów architektonicznych: bizantyjskiego, romańskiego, gotyckiego i mauryjskiego. Wnętrze budynku mieści puste mauzoleum w nadziei, że pewnego dnia mogą w nim spocząć szczątki Kolumba, a także najmniejszą kaplicę na świecie (1,96 m²) pod wezwaniem Św. Elżbiety Węgierskiej;
- Muzeum archeologiczne (Museo de Benalmádena) z lokalnymi eksponatami, datowanymi na epokę brązu. Najstarszymi są bransoletki z jaskini Cueva de la Zorrera datowane na 5000 r. p.n.e.[3].

Benalmádena Costa – najnowsza część miasta, zlokalizowana wzdłuż wybrzeża i bezpośrednio przylegająca do morza. Znaczną część jej zabudowy stanowią obiekty turystyczne (hotele, punkty gastronomiczne, dyskoteki i plaża). Główne atrakcje turystyczne:
- Port jachtowy i marina (Puerto Deportivo de Benalmádena „Puerto Marina”) – oddana do użytkowania w 1979 r., a w obecnej formie w 1982 r., charakteryzuje się rzadko spotykaną architekturą w stylu andaluzyjsko-mauryjskim, co wyróżnia ją wśród innych tego typu obiektów i dało jej uznanie na całym świecie (w 1995 r. i 1997 r. została uznana za najpiękniejszą marinę globu). Przy wejściu do portu znajduje się Torre Bermeja (cylindryczna wieża strażnicza o średnicy 3 m i wysokości 10 m, wybudowana przez muzułmanów w końcu XV wieku, przebudowana w 1567 r.);
- Akwarium publiczne Sea Life Benalmádena i delfinarium Selwo Marina oraz park wodny z delfinami, pingwinami i fokami;
- Park Miejski La Paloma o powierzchni 200 000 m², otwarty w 1995 r., w którym znajduje się wiele gatunków egzotycznych roślin oraz jezioro, będące domem dla licznych zwierząt;
- Pole golfowe Torrequebrada – 18-dołkowe, otworzone w 1976 r., należące do trudniejszych na Costa del Sol, zaprojektowane przez Jose Gancedo (znanego jako „Picasso golfa”) w okresie wielkiego boomu turystycznego i napływu Brytyjczyków na Costa del Sol (wybrzeża nazywanego „Costa del Golf” z racji sporej liczby pól golfowych)[4].

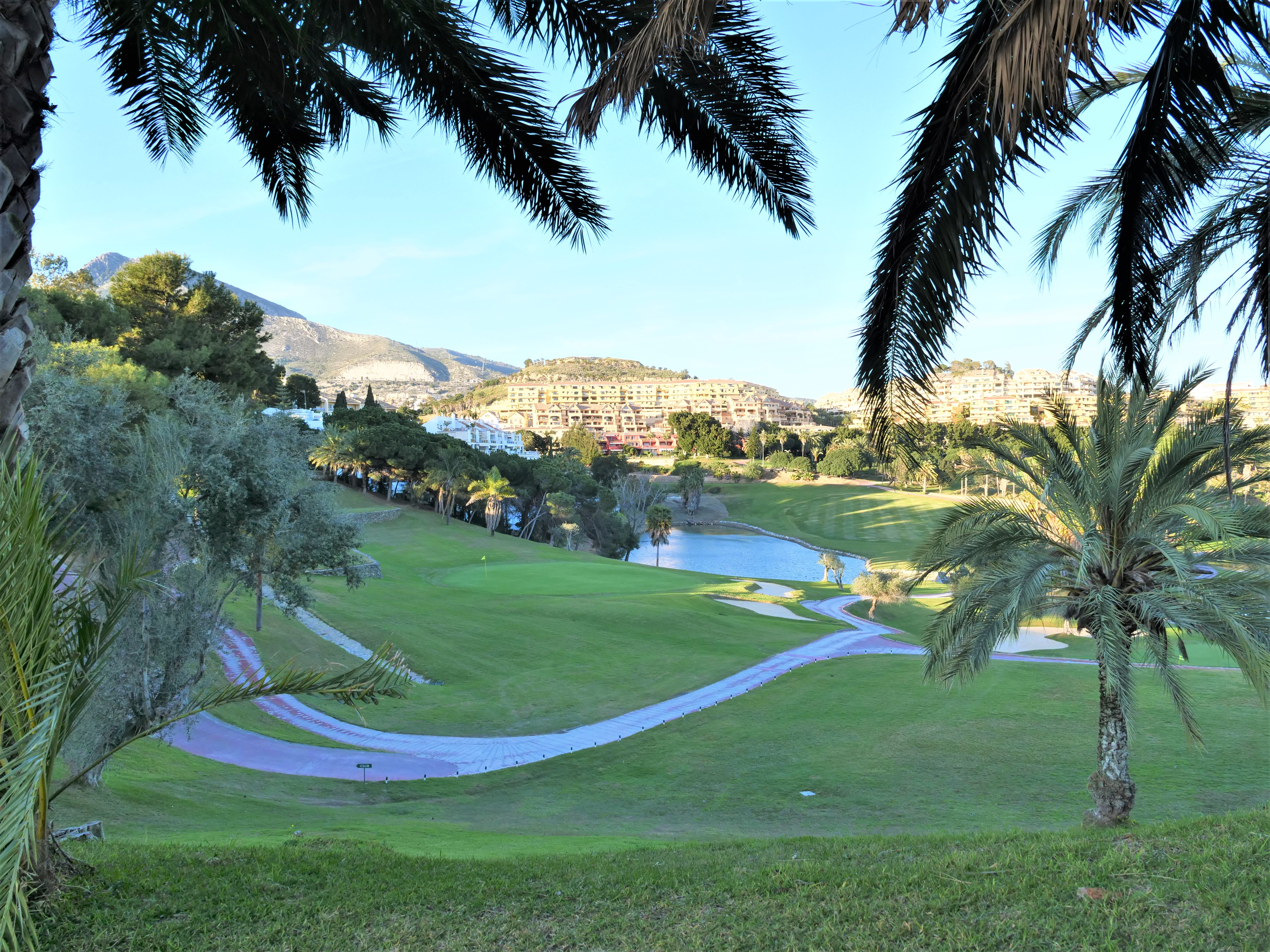
Pole golfowe Torrequebrada w Benalmadenie.

Arroyo de la Miel – pierwotnie oddzielna osada, zlokalizowana pomiędzy dwoma pozostałymi dzielnicami. Jest główną dzielnicą mieszkalną i najbardziej aktywną handlowo. Znajduje się tutaj stacja kolejowa Benalmádena-Arroyo de la Miel na linii C-1 sieci podmiejskiej Cercanías Málaga. Największe atrakcje turystyczne:
- Park rozrywki Tivoli World;
- Kolejka górska Teleférico de Benalmádena o długości 5565 m, którą można wjechać na szczyt Calamorro (wysokość 771 m n.p.m.), otwarta w 2000 r. Można z niej podziwiać widok wybrzeża Costa del Sol i pasm górskich Sierra Nevady, a przy dobrej widoczności również Gibraltar i marokańskie wybrzeże.

Nazwę Arroyo de la Miel można przetłumaczyć jako „potok miodem płynący”.

## Plaże
W granicach administracyjnych miasta znajduje się prawie 20 kilometrów linii brzegowej i 17 plaż o łącznej długości 8520 m. Część z nich posiada nawierzchnię piaszczystą, a część żwirową. Nazwy plaż to (kolejność alfabetyczna): Arroyo Hondo, Carvajal, Bil-Bil, La Morera, Arroyo de la Miel, Benalnatura, Fuente de la Salud, La Perla, Las Viborillas, Las Yucas, Malapesquera / Malapesca / Torre Bermeja, Melilleros, Santa Ana, Tajo de la Soga, Torremuelle, Torrequebrada i Torrevigía. Wszystkie plaże są dostępne z - biegnących wzdłuż wybrzeża - promenady Paseo Maritimo, bądź Avenida del Sol (głównej drogi w kierunku Fuengiroli), przy których mieści się sporo punktów gastronomicznych. Wschodnie plaże są długie, szerokie i zatłoczone, natomiast zachodnie – wąskie, krótkie, skaliste i bardziej spokojne. W Benalmádenie funkcjonuje jedna z pierwszych plaż nudystów w Hiszpanii o nazwie Benalnatura.

### Plaża Fuente de la Salud
Pierwsza plaża od strony wschodniej w Benalmadenie Costa, granicząca z gminą Torremolinos. Sąsiaduje z portem Puerto Marina de Benalmadena. Fuente de la Salud oznacza "źródło zdrowia". Plaża jest piaszczysta, liczy 160 metrów długości i 80 metrów szerokości.

### Plaża Torrebermeja
Leży po drugiej stronie portu Puerto Marina de Benalmadena i akwarium morskiego Sea Life. Nagrodzona błękitną flagą. Piaszczysta, liczy 700 metrów długości i 100 metrów szerokości. Dzieli się na dwie strefy: Malapesquera i Torrebermeja. Jedna z popularniejszych plaż w Benalmadenie.

### Plaża Santa Ana
Położona w centralnej części Benalmadeny Costa, wzdłuż promenady nadmorskiej Paseo Maritimo i w otoczeniu największej ilości apartamentów na wynajem wakacyjny i hoteli. Dzieli się na dwie strefy: Santa Anna i Las Gaviotas. Najlepiej wyposażona plaża miejska w Benalmadenie, posiadająca prysznice, leżaki, toalety, restauracje i bary plażowe chiringuitos. Latem pojawiają się usługi wynajmu sprzętu wodnego, a dla dzieci instalowany jest dmuchany park wodny.

### Plaża Bil Bil
Jej nazwa pochodzi od nazwy ośrodka kultury "Zamek Bil Bil", znajdującego się tuż obok plaży. Niezwykle popularna, stanowi część uprzywilejowanej strefy geologicznej. Ma 400 metrów długości i 60 metrów szerokości. Niedaleko stąd do pięknego parku miejskiego Parku La Paloma pełnego zwierząt, wyposażonego w nowoczesne place zabaw dla dzieci.

### Plaża Arroyo de la Miel
Nazwa pochodzi od jeden z części Benalmadeny, rezydencjalnej o nazwie Arroyo de la Miel. Ma 300 metrów długości i 80 metrów szerokości oraz dzieli się na dwie strefy: Arroyo de la Miel i Los Melilleros. Z jej zachodniego końca podziwiać można cały ciąg plaż aż od portu oraz piękny widok na marinę. Dużo tu gości hotelowych z położonych obok dwóch dużych całorocznych obiektów: Sunset Beach i Best Benalmadena.

### Plaża Torrevigía

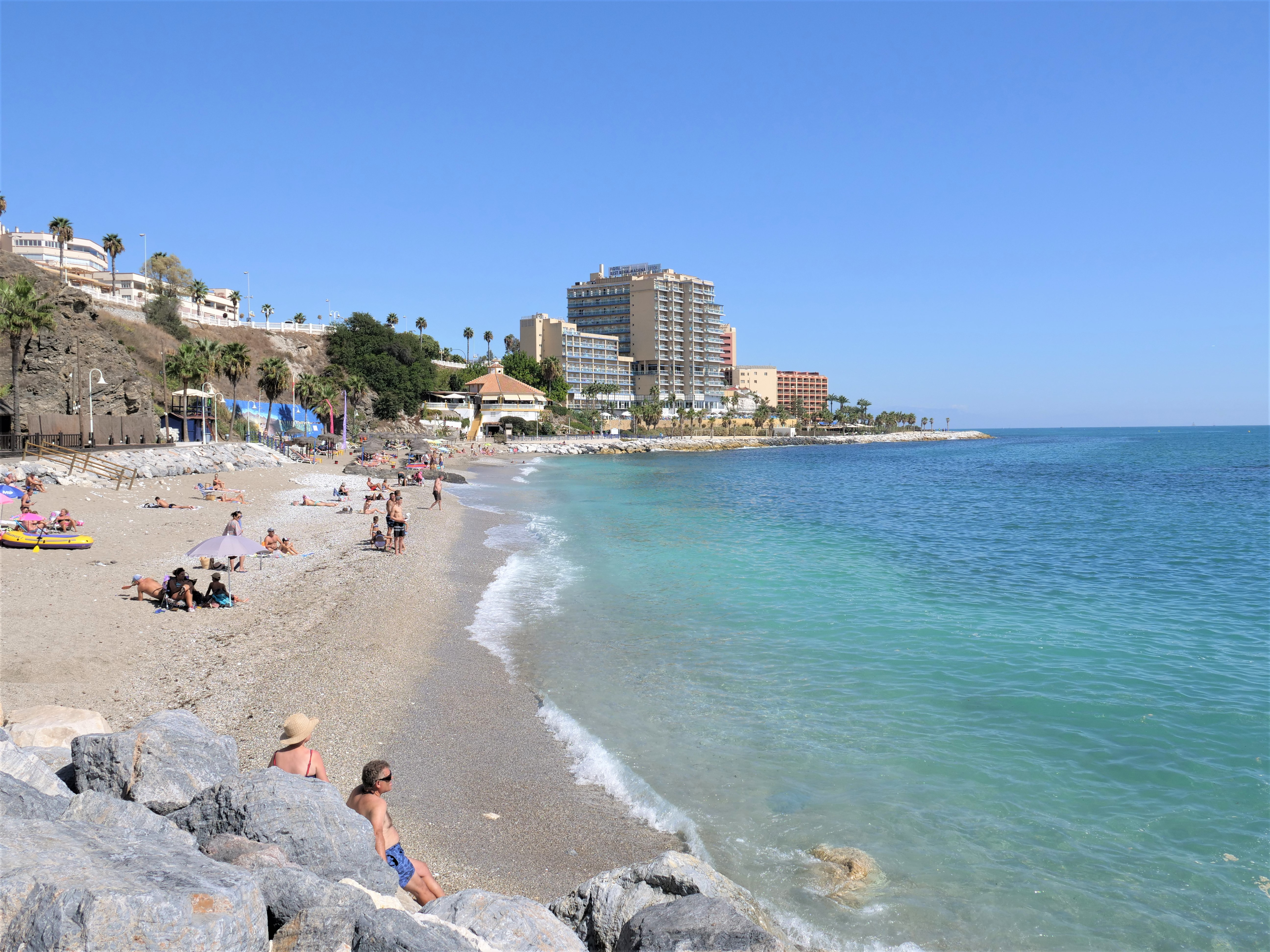
plaża Torrevigia w Benalmadenie

Piękna i klimatyczna plaża w Benalmadenie mająca zaledwie 200 metrów długości. Częściowo kamienista, ale dzięki temu jej wody są wyjątkowo czyste i są zachętą dla uprawiających snorking. Na plaży znajduje się jedna z lepszych restauracji w mieście oferująca doskonałą śródziemnomorską kuchnię w postaci świeżych owoców morza, Restauracja La Cala.

### Plaża Torrequebrada
Należąca do hotelu THB Torrequebrada Casino jest niewielką, kamienistą i ustronną plażą w Benalmadenie. Idealna dla osób szukających spokoju.

### Plaża Las Yucas
Jej nazwa pochodzi od drzew jukowych rosnących na skarpie wokół plaży. Niezwykle urokliwa miejska plaża Benalmadeny. Jej walory podziwiać można z kawiarni o tej samej nazwie zawsze pełnej turystów i lokalsów bez względu na porę roku. Po drugie stronie ulicy Antonio Machado znajduje się jedyne pole golfowe w Benalmadenie i jedno z trudniejszych w Hiszpanii.

### Plaża Benalnatura

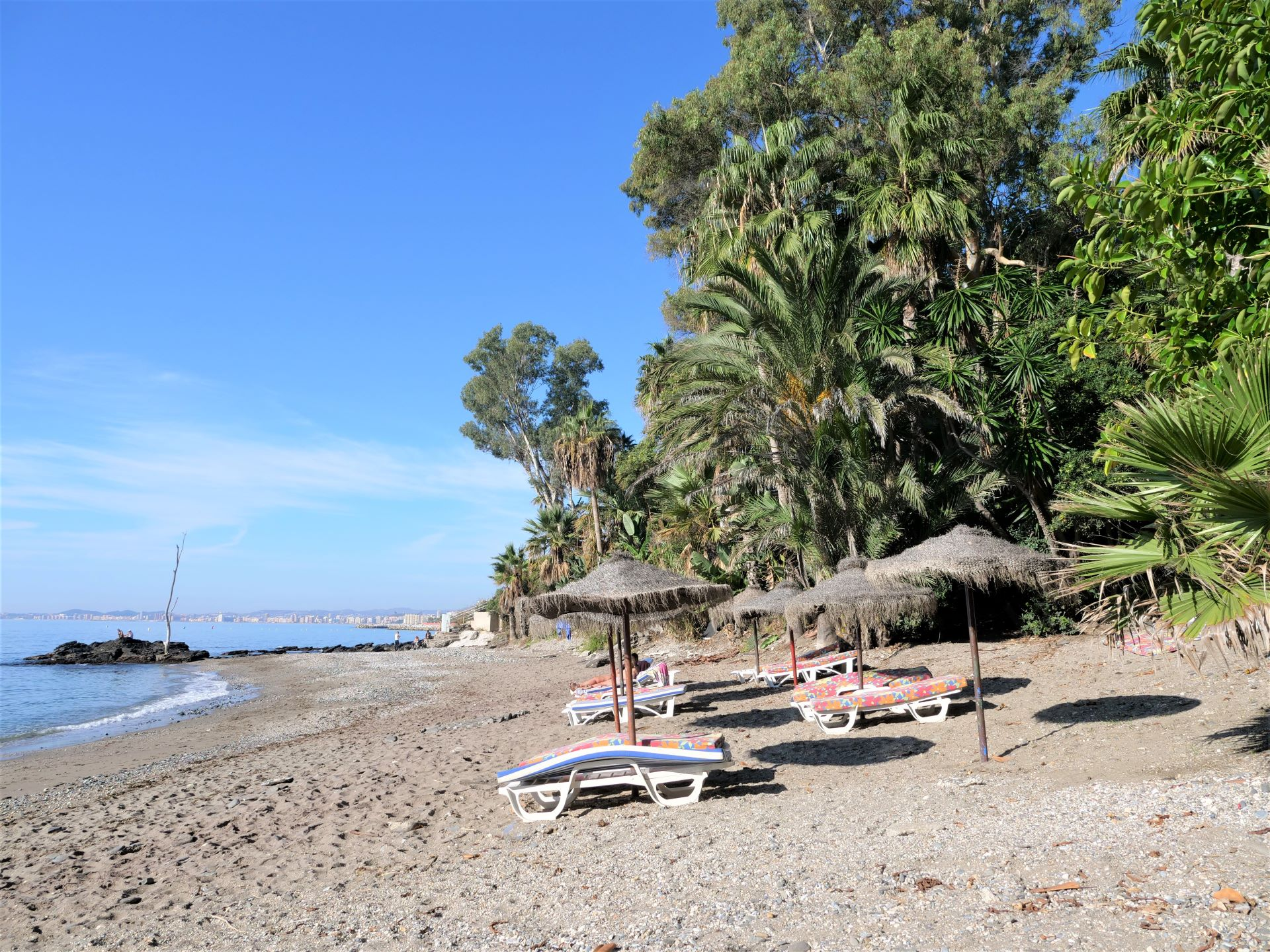
plaża La Viborilla w Benalmadenie

Jedna z pierwszych plaż nudystów w Hiszpanii i jedyna plaża tego typu w miasteczku. Położona w wyizolowanej części Benalmadeny Costa, otoczona bujną egzotyczną roślinnością, spełnia swoją rolę ustronnej i bezpiecznej od gapiów.

### Plaża La Viborilla
Najbardziej egzotyczna plaża w Benalmadenie Costa, otoczona bujną roślinnością. Wygląda bardziej jak karaibska niż typowo miejska plaża.

### Plaża Arroyo Hondo
Należy do jednej z plaż zachodniego wybrzeża Benalmadeny, czyli o zdecydowanie mniejszym oblężeniu przez turystów w okresie letnim. Nazwa pochodzi od strumyka o tej samej nazwie przecinającego plażę i wypływającego z gór Sierra de Mijas. Plaża ma wiele udogodnień, można skorzystać między innymi z masaży. Latem jak większość plaży w prowincji ma ratownika.

### Plaża Bonita
Jak sama nazwa mówi, Playa Bonita jest naprawdę ładną plażą w Benalmadenie. Jest utworzoną na wzór portu sztuczną plażą, dzięki czemu jej wody są ciepłe i spokojne. Wyśmienitą kuchnię śródziemnomorską poleca położona na plaży restauracja El Parador II.

### Plaża Torremuelle
Plażą jest tylko z nazwy, gdyż wybrzeże pokryte jest głównie czarnymi skałami. Leży u podnóża klifu, nad którym góruje jedna z trzech ostałych się wież obronnych z czasów panowania Maurów na wybrzeżu południowej Hiszpanii o nazwie Torre del Muelle.

### Plaża La Perla
Mająca zaledwie 150 metrów długości plaża nazwą nawiązuje do urbanizacji La Perla wokół której leży. To spokojna i mało znana turystom plaża, odpoczywają na niej głównie mieszkańcy okolicznych domów.

### Plaża La Morera
Długości 150 metrów. Leży w bezpośrednim sąsiedztwie wakacyjnego kompleksu hotelowego Holiday World Resort którego głównymi klientami są Brytyjczycy.

### Plaża Tajo de la Soga
Klimat tej plaży nawiązuje krajobrazem do parku naturalnego. Wzdłuż 400-metrowej plaży ciągnie się ścieżka spacerowa. Na plaży częstymi bywalcami są kitsurferzy, młodzież rozbija na noc namioty. Przy plaży są restauracje nawiązujące do freelifestylowego klimatu.

### Plaża Carvajal
Ostatnia plaża Benalmadeny od strony zachodniej i jednocześnie pierwszą plażą we Fuengiroli. Jedna z szerszych i dłuższych plaż miejskich. Piasek drobny i żółty. Doskonale wyposażona pod względem masowej turystyki, cieszy się ogromnym powodzeniem wśród zagranicznych turystów jak i lokalnej społeczności.